# Belforte all’Isauro
Belforte all’Isauro – miejscowość i gmina we Włoszech, w regionie Marche, w prowincji Pesaro i Urbino.
Według danych na rok 2004 gminę zamieszkiwało 697 osób, 63,4 os./km².